# Computex

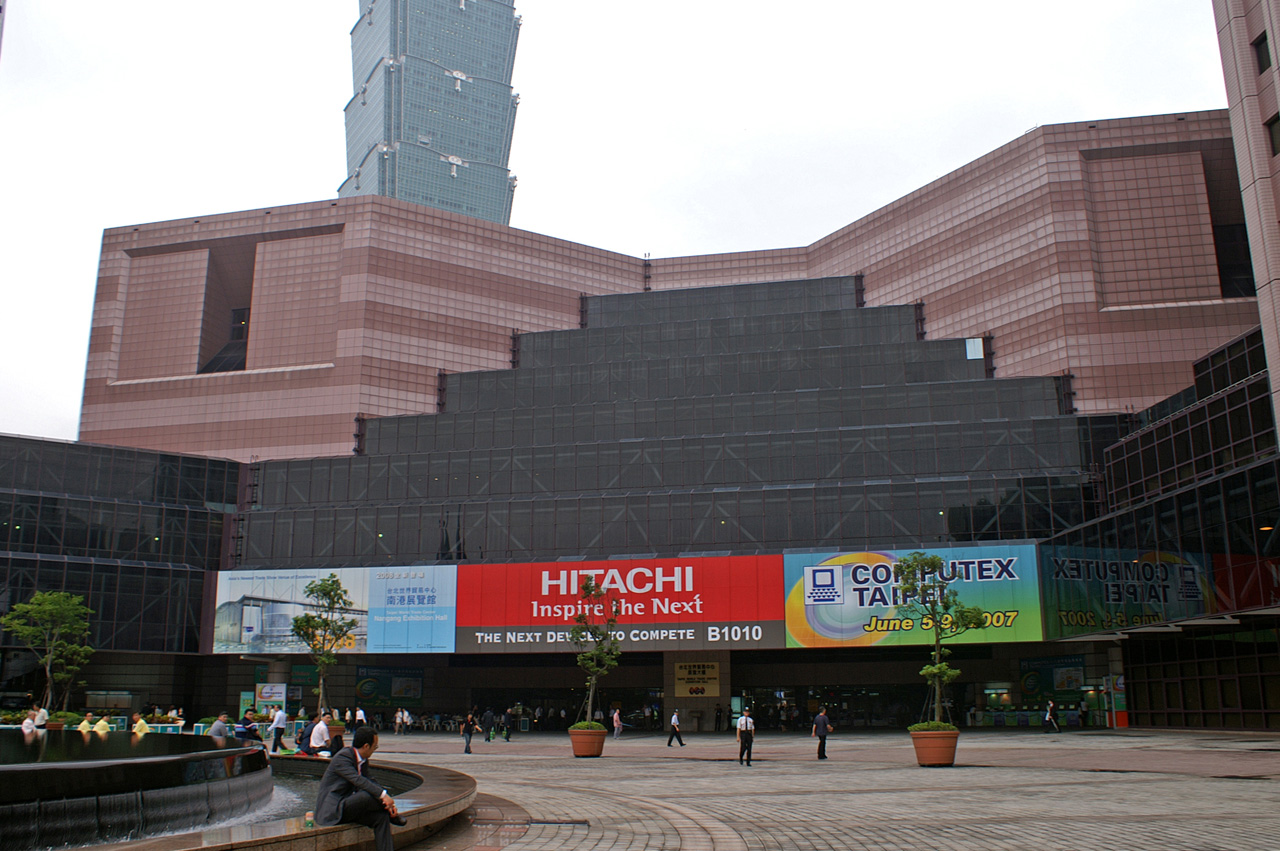
Computex

Computex Taipei (formele naam: Taipei International Information Technology Show) is een computerbeurs die jaarlijks wordt gehouden in het Taipei World Trade Center in Taipei, Taiwan. De eerste Computex expo vond plaats in 1981 en begon als een plaats waar kleine en middengrote ondernemingen in Taiwans groeiende computerindustrie hun producten konden tentoonstellen. Naarmate Taiwans IT-industrie groeide in de vroege jaren 90, werd Computex de op een na grootste computerbeurs ter wereld (na CeBIT) en de grootste in Azië, met deelname van belangrijke fabrikanten zoals Intel, AMD, nvidia en andere.
Omwille van het grote aantal bedrijven dat betrokken is in de productie van computerhardware in Taiwan, is Computex de favoriete locatie geworden van veel waarnemers die hopen om een voorsmaakje te krijgen van de nieuwe hardware en trends in deze sector.
Op Computex 2004 waren 1347 exposanten, 118052 bezoekers en een totale tentoonstellingsruimte van 58730 vierkante meter.